# Fabrice Brouwers
Fabrice Brouwers est un homme de communication né le 18 décembre 1972 à Verviers en Belgique.

## Carrière

### Communication et Relations presse (2017-aujourd'hui)
Après 20 ans passés dans l'audiovisuel belge et français, Fabrice Brouwers est aujourd'hui responsable de la communication du Groupe Venturi.

#### Le Groupe VENTURI (2017-aujourd'hui)
Depuis l'été 2017, il a rejoint le constructeur de véhicules électriques hautes performances Venturi, Groupe Monégasque de Gildo PASTOR qui a notamment remporté 21 records du monde de vitesse en 2021 avec la Voxan Wattman pilotée par Max BIAGGI.
Fabrice Brouwers a commencé par travailler pour VENTURI Formula E Team, équipe inscrite en championnat FIA de monoplaces électriques Formula E jusqu'à la vente de cette dernière en décembre 2020. Fabrice Brouwers a collaboré avec Susie WOLFF(team principal), Felipe MASSA (ancien pilote et vice-champion de F1), Arthur LECLERC, Edoardo MORTARA, Maro ENGEL et Norman NATO.

### Radio (1996-2017)

#### Les débuts (1996-1999)
Fabrice Brouwers a commencé son parcours d'animateur à Radio Ciel Spa en décembre 1996. Il part pour Radio Contact Malmedy en mars 1997. En juin de la même année, il arrive sur NRJ Belgique. Il y restera jusqu'en juin 1999.

#### L’ère Bel-RTL (1999-2016)
Il débute sur Bel-RTL en juillet 1999. Principales émission présentées : Génération, Bel-RTL Matin, Rétro-Nouveau, Ultratop, C’est pour rire, Bel-RTL Auto et “Bel-RTL Comédie”.
En parallèle, il est auteur pour « Le Good Morning » de Radio Contact, une radio du groupe RTL Belgique (saison 2007-2008 - émission présentée par Julie Taton et Pascal Degrez).
De 2010 à 2013, Fabrice a présenté Bel-RTL Comédie - Le Mag, programme d'interviews d'humoristes, diffusée le samedi entre 18 h 15 et 18 h 30. Il a reçu : Jérémy Ferrari, Arnaud Tsamère, Alex Vizorek, Kev Adams, Elie Semoun, Dany Boon, Pierre Palmade, Ary Abittan, François-Xavier Demaison, Anthony Kavanagh, Michel Boujenah,...
De 2010 à 2014, il a présenté Bel-RTL Comédie, un talk show humoristique en public diffusé le dimanche entre 16 h et 18 h. Principaux sociétaires : Arnaud Tsamère, Eric Laugérias, Alexandre Pesle, Bob Bellanca, Jean-Luc Fonck, Renaud Rutten, Fred Courtadon, Fanny Jandrain, Jenny Del Pino, Olivier Leborgne, Odile Matthieu , Sophie Nollevaux, Patrick Alen, Eric De Staercke. Extrait vidéo n°1 : Le marché de l'immobilier pour nudistes Extrait vidéo n°2 : Invitée : Céline Monsarrat, voix de Julia Roberts
De 2014 à 2016, Fabrice est responsable de Bel-RTL Matin Week-end, de 6 h à 9 h 30. Il est également le joker de Bel-RTL Matin en semaine.
En mai 2016, Fabrice Brouwers prend la décision de quitter RTL Belgique.

#### La matinale de OUÏ FM (2011-2012)
Durant la saison 2011-2012, il anime entre 6 h et 10 h La tête dans le culte, sur OUÏ FM, la radio rachetée 3 ans plus tôt par Arthur.

#### Rire & Chansons (2014-2016)
De 2014 à 2016, Fabrice Brouwers fait quelques apparitions sur Rire et Chansons, radio du groupe NRJ Group.

#### Kiss FM (2016-2017)
À la rentrée 2016, il déménage dans le sud de la France et prend en charge la matinale de Kiss FM.

#### Radio Monaco (2013-2017)
Fabrice Brouwers a animé la matinale du week-end de Radio Monaco durant la saison 2013-2014. Il a également été consultant sportif sur les championnats de Formule 1 et de Formule E.

### Télévision (1996-2017)

#### RTL-TVi & Club RTL (1996-2016)
Il entre à RTL-TVi en 1996 où il présente l’émission musicale Clip Party.
De 1997 à 2001, il est chroniqueur et journaliste pour l’émission musicale Mégamix de Club RTL aux côtés de Lidia Gervasi et Virginie Efira (cette dernière présentera l'émission deux saisons).
En 2002, Fabrice Brouwers co-présente la quotidienne de Loft Story II, sur Club RTL.
De 2002 à 2006, il anime seul puis aux côtés de Sandrine Corman l'émission de caméras cachées “Si C’était Vous”, programme dans lequel a débuté François Damiens.
De 2005 à 2007, il est rédacteur en chef et producteur de l'émission "Moteurs" diffusée sur Club RTL et RTL-TVi. Le programme est présenté par l'ex-champion moto Didier de Radiguès.
De 2005 à 2006, il commente le WTCC, Championnat du monde des voitures de tourisme sur Club RTL.
De 2006 à 2007, il présente l’émission “Jour(s) de Fête(s)” sur RTL-TVi, programme dont il est à la fois concepteur et producteur.
De 2002 à 2014,Fabrice Brouwers est aux commentaires des 24 Heures de Spa

#### Motors TV (2012-2015)
En 2012, Fabrice Brouwers arrive sur Motors TV. Il y couvre les championnats WEC, ELMS (European Le Mans Series), Blancpain Endurance Series, ALMS (American Le Mans Series), F2, F3, VdeV et le Trophée Andros.

#### La Chaîne L'Equipe (2015-2017)
De 2015 à 2017, Fabrice Brouwers est aux commentaires et à la présentation du Trophée Andros sur la Chaine L'Equipe.

### Pilote automobile
Fabrice Brouwers participe à des courses automobiles en Europe,,: la VW Fun Cup, le Be Trophy, le BTCS et la Roadster Cup.
- 2004 : 4e du championnat d’Europe VW Fun Cup[19]
- 2005 : vice-champion de Belgique de Roadster Cup
- 2005 : vainqueur des 12 Heures de Magny-Cours  VW Fun Cup
- 2009 : 5e des 25 Heures VW Fun Cup à Spa-Francorchamps

En 2013, sur le circuit de Spa-Francorchamps, Fabrice Brouwers a participé aux 25 Heures VW Fun Cup. Il avait pour équipiers : Arnaud Tsamère, Margot Laffite et Inès Taittinger.
Entre 2006 et 2009, il a été instructeur sur circuit pour Porsche, Aston Martin et Seat.

### Doublage, Voix off
Fabrice Brouwers prête sa voix à des publicités, des reportages, des magazines télé et des films d’entreprises.
Il a aussi doublé en 2010 plusieurs personnages dans Urgence disparitions (série flamande, titre original : “Vermist”).

### Production audiovisuelle
En 2005, Fabrice Brouwers a monté sa structure de production audiovisuelle, Double F, avec laquelle il a conçu des programmes courts et séries humoristiques pour la télévision ou le web, des émissions de divertissement, des documentaires, films d’entreprise et clips musicaux. Cette société a été fermée à la suite de son emménagement en France.

## Œuvres

### Livre
- 2022 : “Sous les radars” (pièce de théâtre), Editions Il est midi[21]https://souslesradars.net/

### Programmes courts
- 2005 : “Bien Conduire… avec Marc Duez” (conseils de conduite automobile défensive) - Production Double F - Diffusion RTL-TVi
- 2007-2013 : Reportages / divertissements pour www.dh.be (“La Dernière Heure/Les Sports”) - Production Double F

### Émissions de télévision
- 1996 : animateur de “Clip Party”, RTL-TVi
- 1997-2001 : chroniqueur et journaliste de “Mégamix”, Club RTL
- 2002 : animateur de Loft Story II, Club RTL
- 2002-2006 : animateur de “Si C’était Vous”, RTL-TVi
- 2002-2012 : commentateur des 24 Heures de Spa, Club RTL
- 2005-2007 : “Moteurs”, RTL-TVi & Club RTL, Production Double F
- 2006-2007 : animateur de “Jour(s) de Fête(s)”, RTL-TVi, Production Double F
- 2012-2014 : journaliste sport automobile, Motors TV
- 2015-2016 : journaliste sport automobile, Equipe 21

### Documentaires
- 2007 : “Face B” (documentaire de 26 minutes), DVD live de Patrick Bruel “Des souvenirs ensemble” - Production Double F

### Séries humoristiques
- 2010 : "Pas sortis de l'auberge"[22],[23],[24] - Fiction humoristique en 15 épisodes de 3 minutes - Production Double F - Diffusion RTL-TVi

### Clips musicaux
- 2010 : “Tes voyages me voyagent”[25], Desireless / Alec Mansion - Production Double F
- 2013 : “Faire du cheval”[26], Radio Contact - Production Double F

### Filmographie
- 2010 : doublage de la série Urgence disparitions (VO : “Vermist”)